# Kościół Jezusa Chrystusa w Warszawie
Kościół Jezusa Chrystusa w Warszawie – zbór Kościoła Bożego działający w Warszawie, będący społecznością protestancką o charakterze zielonoświątkowym.
Nabożeństwa odbywają się przy ul. Mazowieckiej 6/8 lok. 20.